# Джон Керр (яхтсмен)
Джон Керр (англ. John Kerr, 9 серпня 1951) — канадський яхтсмен.
Бронзовий призер Олімпійських Ігор 1984 року в класі Солінґ.
Бронзовий призер Чемпіонату світу в класі Солінґ 1978 року.
Чемпіон Північної Америки в класі Солінґ 1984 року.